# Hallsburg
Hallsburg é uma cidade localizada no estado norte-americano de Texas, no Condado de McLennan.

## Demografia
Segundo o censo norte-americano de 2000, a sua população era de 518 habitantes.
Em 2006, foi estimada uma população de 489, um decréscimo de 29 (-5.6%).

## Geografia
De acordo com o United States Census Bureau tem uma área de
22,3 km², dos quais 21,8 km² cobertos por terra e 0,5 km² cobertos por água.

## Localidades na vizinhança
O diagrama seguinte representa as localidades num raio de 20 km ao redor de Hallsburg.